# Loxotephria
Loxotephria is een geslacht van vlinders van de familie spanners (Geometridae), uit de onderfamilie Ennominae.

## Soorten
- L. convergens Warren, 1899
- L. elaiodes Wehrli, 1937
- L. olivacea Warren, 1905
- L. padanga Swinhoe, 1909
- L. perileuca Prout, 1926